# Vertragsliga Berlin
| Vertragsliga Berlin            | Vertragsliga Berlin               |
| ------------------------------ | --------------------------------- |
| Gebiet der Vertragsliga Berlin |                                   |
| Verband                        | Verband Berliner Ballspielvereine |
| Erstaustragung                 | 1946 (als Stadtliga)              |
| Letzter Spieltag               | 1963                              |

Die Vertragsliga Berlin (bis 1950 Stadtliga Berlin) war zwischen 1946 und 1963 eine von fünf höchsten Spielklassen (anderswo Oberligen) im westdeutschen Fußball. Bis 1950 spielten dort sowohl West- als auch Ost-Berliner Fußballmannschaften, nach dem politisch erzwungenen Übertritt der Teams aus dem Osten Berlins in den DDR-Fußball nur noch West-Berliner Vereine. Nach Einführung der Bundesliga im Jahr 1963 wurde die Vertragsliga Berlin wie die vier weiteren Oberligen aufgelöst. Als Unterbau der Bundesliga wurde die Regionalliga geschaffen. Erst im Jahr 1974 wurde mit der Amateur-Oberliga Berlin wieder eine Berliner Oberliga als Unterbau der 2. Bundesliga gegründet. Sie bestand bis 1991 und wurde danach in die Oberliga Nordost überführt.

## 1945–1963: Geschichte als höchste Spielklasse

### 1945: Neuordnung des Berliner Fußballs
Nach dem Ende des Zweiten Weltkriegs und der vollständigen Besetzung Deutschlands durch die Alliierten wurden die Sportgaue nebst ihrem Ligabetrieb – soweit er noch stattfand – sowie im Dezember 1945 die bestehenden Sportvereine durch den Alliierten Kontrollrat aufgelöst, da sie als Teil des nationalsozialistischen Machtsystems angesehen wurden. Die Vereine durften sich nach derselben Direktive aber neu gründen, ebenso Verbände auf Kreisebene, jedoch nur als „nicht-militärische Sportorganisationen mit lokalem Charakter“.
Bereits vorher, im November, wurde in der Amerikanischen Besatzungszone in der neu gegründeten Oberliga Süd der Spielbetrieb wieder aufgenommen, im Januar 1946 folgte die später so genannte Oberliga Südwest in der Französischen Besatzungszone.
Hingegen entschied sich die Vier-Mächte-Stadtverwaltung in Berlin zunächst gegen den vereinsgebundenen Sport. Zugelassen wurden Kommunale Sportgruppen (SGen) innerhalb der Bezirke, wobei auch die Fußballer im ersten Jahr nur in einer SG desjenigen Bezirkes spielen durften, in dem sie gemeldet waren. Dies wurde ab 1946 gelockert, doch erst ab dem Sommer 1947 stellte die Alliierte Kommandantur eine Wiederzulassung und -lizenzierung der Vereine in Aussicht, die sich dann noch weitere eineinhalb bis zwei Jahre hinzog.
Hinter manchen SGen verbargen sich in Wahrheit ein oder mehrere ehemalige Fußballvereine, so war z. B. die SG Gesundbrunnen ein Auffangbecken für ehemalige Spieler von Hertha BSC und Norden-Nordwest oder die SG Charlottenburg für die Ehemaligen von Tennis Borussia Berlin. Doch anderswo, zum Beispiel im Bezirk Tempelhof oder der Stadtmitte, waren die Zuordnungen weniger eindeutig. Erst in der Stadtliga-Saison 1949/50 waren wieder ausschließlich Vereine am Start.

### 1945/46: Qualifikationsrunde
Die erste Berliner Nachkriegsmeisterschaft wurde 1945 begonnen. Zunächst wurden die Staffeln regional eingeteilt nach vier Abschnitten (Nord, Ost, Süd und West) und innerhalb der Abschnitte ggf. in zwei Abteilungen (abhängig von der Größe des Abschnitts). Die einzelnen Sieger der jeweiligen Abschnitte sollten bis Mai 1946 ermittelt werden, um danach im Juni 1946 den Berliner Fußballmeister auszuspielen. Aufgrund der Aufteilung nach geografischen Gesichtspunkten und nicht nach sportlicher Stärke, kam es in den einzelnen Ligen schnell zu relativ hohen Spielergebnissen. Deshalb wurde im Dezember 1945 der Modus überarbeitet. Die besten 36 der bis dahin 67 Spielgemeinschaften, die an den Spielen teilgenommen hatten, wurden in vier Staffeln (zu je neun Mannschaften) aufgeteilt mit dem Ziel, in etwa gleich starke Staffeln zu bilden. Dabei stellten die starken Abschnitte Nord und Ost jeweils zwölf, die beiden schwächeren Abschnitte Süd und West nur jeweils sechs Mannschaften.
Die vier Vorrundenstaffeln dienten neben der Ermittlung des Staffelsiegers auch als Qualifikationsrunden für die ab der Saison 1946/47 eingleisige Berliner Stadtliga. Die drei besten Mannschaften jeder Gruppe waren für die neue Liga qualifiziert. Die Sieger der Staffeln erreichten schließlich die Finalrunde, welche die SG Wilmersdorf gewann.

### 1946–50: Gründung der Stadtliga und Abspaltung der Ost-Teams
Ab der Saison 1946/47 startete die eingleisige Berliner Stadtliga mit zwölf Teams. Meister wurde die SG Charlottenburg. Unter der Stadtliga wurden zunächst in vier Staffeln (je elf Mannschaften) der 1. Ligaklasse die drei Aufsteiger in die Stadtliga ermittelt. Ab der Folgesaison wurde die Zahl der Staffeln auf drei reduziert. Damit stieg jeder Meister seiner Staffel direkt in die Stadtliga auf.
Mit der Wiederaustragung der deutschen Meisterschaft 1947/48 konnte sich der Berliner Meister auch für die deutsche Meisterschaftsendrunde qualifizieren. Im ersten Jahr war dies die SG Oberschöneweide. Mit der (einmaligen) Aufstockung der Anzahl der Endrundenteilnehmer auf 16 in der Saison 1949/50 war sogar der Vize-Meister teilnahmeberechtigt. Erneut war dies die Mannschaft aus Oberschöneweide. Jedoch verhinderten die deutsche Teilung durch die Gründung der beiden Staaten BRD und DDR und die daraus entstanden politischen Spannungen zwischen Ost und West, dass der Ost-Berliner Verein Union Oberschöneweide nach Westdeutschland zum Meisterschaftsspiel gegen den Hamburger SV nach Kiel anreisen durfte. Die Mannschaft tat dies dennoch und die meisten Spieler verließen anschließend den Verein, um im Westteil der Stadt den SC Union 06 Berlin zu gründen.
Vor Beginn der Saison 1950/51 wurden alle Ost-Berliner Fußballteams aus dem gemeinsamen Spielbetrieb der Stadtliga und der unteren Klassen abgezogen und – soweit erstklassig – in die 1949 gegründete DDR-Oberliga integriert. Dies hatte seinen Grund vor allem darin, dass der Verband Berliner Ballspielvereine (VBB) den Vertragsspielerstatus nach westdeutschem Muster (also die Bezahlung der Spieler und damit eine erste, noch abgeschwächte Form des Profifußballs) für die Stadtliga einführte. Für die Ostberliner Klubs kam dergleichen nicht in Frage. Somit war die Stadtliga nunmehr nur noch für den Westteil Berlins die höchste Spielklasse. Durch den Rückzug der DDR-Teams in ihre eigene Meisterschaft wurde die Teilnehmerzahl an der Meisterschaftsendrunde des DFB wieder auf acht beschränkt, wodurch wie bis dahin nur der Berliner Meister zur Endrunde reisen durfte.

### 1950–63: Vertragsliga Berlin bis zur Auflösung
Durch die Einführung des Vertragsspielerstatus kam es in West-Berlin zur Umbenennung der Stadtliga in Vertragsliga und zur Schaffung der eingleisigen Amateurliga als Unterbau. Trotz dieser Maßnahmen spielte der Berliner Fußball auf Bundesebene zu dieser Zeit keine entscheidende Rolle, sodass die Berliner Meister regelmäßig in ihrer Meisterschaftsgruppe den letzten Rang belegten. Mit dem Beschluss zur Einführung der Bundesliga zur Saison 1963/64 wurde bekannt gegeben, dass die Berliner Oberliga nur einen Startplatz in der neuen Bundesliga erhalten sollte. Drei Berliner Teams bewarben sich um den Startplatz: Hertha BSC, SC Tasmania 1900 Berlin und BFC Viktoria 1889. Letztlich bekam Hertha, die in der letzten Saison der Vertragsliga den ersten Platz belegen konnte, den Zuschlag, was vor allem bei Tasmania zu heftigen Protesten führte. So warf Tasmania Berlin Hertha BSC Bilanzfälschung vor. Die meisten restlichen Teams qualifizierten sich für die neu geschaffene Regionalliga Berlin, zwei mussten absteigen, darunter Viktoria 89 nach verlorener Relegation.

### Meister
| - 1945/46 SG Wilmersdorf - 1946/47 SG Charlottenburg - 1947/48 SG Oberschöneweide - 1948/49 Berliner SV 92 - 1949/50 Tennis Borussia Berlin - 1950/51 Tennis Borussia Berlin | - 1951/52 Tennis Borussia Berlin - 1952/53 SC Union 06 Berlin - 1953/54 Berliner SV 92 - 1954/55 BFC Viktoria 1889 - 1955/56 BFC Viktoria 1889 - 1956/57 Hertha BSC | - 1957/58 Tennis Borussia Berlin - 1958/59 SC Tasmania 1900 Berlin - 1959/60 SC Tasmania 1900 Berlin - 1960/61 Hertha BSC - 1961/62 SC Tasmania 1900 Berlin - 1962/63 Hertha BSC |

### Ewige Tabelle
Die Tabelle wurde nach der 3-Punkte-Regel erstellt. Bei Punktgleichheit zählt zunächst die Punktequote und danach das Torverhältnis.
| Pl. | Verein                  | Jahre | Sp. | S   | U  | N   | T+   | T-  | Diff. | Punkte | Ø-Pkt. | Titel | andere Namen                                              |
| --- | ----------------------- | ----- | --- | --- | -- | --- | ---- | --- | ----- | ------ | ------ | ----- | --------------------------------------------------------- |
| 1.  | Tennis Borussia Berlin  | 18    | 434 | 249 | 79 | 106 | 1075 | 567 | +508  | 826    | 1,90   | 5     | SG Charlottenburg (1945–1948)                             |
| 2.  | Berliner SV 1892        | 18    | 440 | 217 | 88 | 135 | 927  | 686 | +241  | 739    | 1,68   | 3     | SG Wilmersdorf (1945–1949)                                |
| 3.  | Spandauer SV            | 16    | 390 | 186 | 71 | 133 | 780  | 600 | +180  | 629    | 1,61   |       | SG Spandau-Altstadt (1945–1948)                           |
| 4.  | BFC Viktoria 1889       | 17    | 412 | 174 | 84 | 154 | 837  | 768 | +69   | 606    | 1,47   | 2     | SG Tempelhof (1945–1948)                                  |
| 5.  | Hertha BSC              | 13    | 330 | 166 | 66 | 98  | 740  | 518 | +222  | 564    | 1,71   | 3     |                                                           |
| 6.  | Wacker 04 Berlin        | 14    | 412 | 137 | 98 | 177 | 740  | 809 | −69   | 509    | 1,24   |       | SG Reinickendorf-West (1945–1948)                         |
| 7.  | SC Tasmania 1900 Berlin | 12    | 300 | 145 | 70 | 85  | 584  | 405 | +179  | 505    | 1,68   | 3     | SG Neukölln (1945–1949)                                   |
| 8.  | BFC Alemannia 90        | 12    | 274 | 122 | 54 | 98  | 588  | 512 | +76   | 420    | 1,53   |       | SG Prenzlauer Berg West (1945–1948)                       |
| 9.  | SC Union 06 Berlin      | 10    | 276 | 123 | 48 | 105 | 529  | 472 | +57   | 417    | 1,51   | 1     |                                                           |
| 10. | Blau-Weiß 90 Berlin     | 13    | 315 | 111 | 68 | 136 | 530  | 634 | −104  | 401    | 1,27   |       | SG Mariendorf (1945–1949)                                 |
| 11. | BFC Südring             | 13    | 312 | 88  | 65 | 159 | 483  | 697 | −214  | 329    | 1,05   |       | SG Südring (1945–1947), SC Südring Berlin (1947–1950)     |
| 12. | Minerva 93 Berlin       | 10    | 224 | 85  | 44 | 95  | 384  | 434 | −50   | 299    | 1,33   |       | SG Tiergarten (1945–1949)                                 |
| 13. | Hertha 03 Zehlendorf    | 9     | 232 | 70  | 56 | 106 | 346  | 425 | −79   | 266    | 1,15   |       |                                                           |
| 14. | BFC Nordstern           | 7     | 154 | 45  | 33 | 76  | 265  | 375 | −110  | 168    | 1,09   |       | SG Osloer Straße (1947–1947), SG Nordstern (1947–1949)    |
| 15. | Union Oberschöneweide   | 4     | 82  | 47  | 14 | 21  | 215  | 123 | +92   | 155    | 1,89   | 1     | SG Oberschöneweide (1945–1948)                            |
| 16. | SG Köpenick             | 4     | 82  | 29  | 16 | 37  | 168  | 170 | −2    | 103    | 1,26   |       | heute: SSV Köpenick-Oberspree                             |
| 17. | SG Staaken              | 3     | 66  | 29  | 9  | 28  | 152  | 184 | −32   | 96     | 1,45   |       | heute: SC Staaken                                         |
| 18. | VfB Pankow              | 3     | 66  | 20  | 16 | 30  | 92   | 133 | −41   | 76     | 1,15   |       | SG Pankow-Nord (1945–1948), heute: VfB Einheit zu Pankow  |
| 19. | VfB Britz               | 3     | 64  | 20  | 10 | 34  | 115  | 154 | −39   | 70     | 1,09   |       | SG Britz (1945–1949), heute: Concordia Britz              |
| 20. | SC Lichtenberg 47       | 3     | 60  | 18  | 7  | 35  | 97   | 143 | −46   | 61     | 1,02   |       | SG Lichtenberg-Nord (1945–1947), heute: SV Lichtenberg 47 |
| 21. | BSC Kickers 1900        | 3     | 65  | 13  | 13 | 39  | 77   | 156 | −79   | 52     | 0,80   |       | SG Schöneberg-Nord (1945–1949)                            |
| 22. | SG Stadtmitte Berlin    | 2     | 38  | 15  | 5  | 18  | 70   | 93  | −23   | 50     | 1,32   |       |                                                           |
| 23. | Rapide Wedding          | 3     | 71  | 13  | 9  | 49  | 87   | 186 | −99   | 48     | 0,68   |       | SG Schillerpark (1945–1948)                               |
| 24. | SC Westend 1901         | 2     | 52  | 10  | 8  | 34  | 65   | 126 | −61   | 38     | 0,73   |       |                                                           |
| 25. | VfL Nord Berlin         | 3     | 64  | 11  | 5  | 48  | 89   | 209 | −120  | 38     | 0,59   |       | SG Nordbahn (1945–1947)                                   |
| 26. | SG Kreuzberg-Ost        | 1     | 16  | 9   | 2  | 5   | 47   | 28  | +19   | 29     | 1,81   |       | heute: FSV Hansa 07 Berlin                                |
| 27. | SV Norden-Nordwest      | 1     | 30  | 7   | 6  | 17  | 41   | 73  | −32   | 27     | 0,90   |       |                                                           |
| 28. | SG Prenzlauer Berg-Nord | 1     | 16  | 8   | 0  | 8   | 32   | 39  | −7    | 24     | 1,50   |       | heute: WFC Corso 99/Vineta                                |
| 29. | SG Rixdorf              | 1     | 16  | 7   | 1  | 8   | 35   | 40  | −5    | 22     | 1,38   |       | heute: 1. FC Novi Pazar 95 Berlin                         |
| 30. | SG Adlershof            | 1     | 16  | 6   | 3  | 7   | 43   | 52  | −9    | 21     | 1,31   |       | heute: Adlershofer BC                                     |
| 31. | SG Niederschöneweide    | 1     | 16  | 5   | 5  | 6   | 30   | 31  | −1    | 20     | 1,25   |       | heute: SG NARVA Berlin                                    |
| 32. | SC Tegel                | 1     | 27  | 5   | 5  | 17  | 39   | 85  | −46   | 20     | 0,74   |       |                                                           |
| 33. | SG Johannisthal         | 1     | 16  | 5   | 3  | 8   | 37   | 41  | −4    | 18     | 1,13   |       | heute: Sportfreunde Johannisthal                          |
| 34. | SG Gesundbrunnen        | 1     | 16  | 6   | 0  | 10  | 34   | 52  | −18   | 18     | 1,13   |       | (Vorgänger von Hertha BSC und SV Norden-Nordwest)         |
| 35. | SG Stralau              | 1     | 15  | 5   | 2  | 8   | 31   | 49  | −18   | 17     | 1,13   |       | heute: Berolina Stralau                                   |
| 36. | SG Niederschönhausen    | 1     | 16  | 5   | 2  | 9   | 35   | 40  | −5    | 17     | 1,06   |       | heute: SG Empor Pankow                                    |
| 37. | SG Grünau               | 1     | 16  | 5   | 0  | 11  | 26   | 40  | −14   | 15     | 0,94   |       | heute: Grünauer BC 1917                                   |
| 38. | SG Weißensee            | 1     | 16  | 4   | 3  | 9   | 24   | 55  | −31   | 15     | 0,94   |       |                                                           |
| 39. | SSC Südwest 1947        | 1     | 24  | 3   | 6  | 15  | 32   | 64  | −32   | 15     | 0,63   |       |                                                           |
| 40. | SG Hohenschönhausen     | 1     | 16  | 4   | 1  | 11  | 28   | 64  | −36   | 13     | 0,81   |       | heute: HSV Rot-Weiß Berlin                                |
| 41. | SG Lichtenberg-Süd      | 1     | 16  | 3   | 2  | 11  | 25   | 74  | −49   | 11     | 0,69   |       | heute: SV Sparta Lichtenberg                              |
| 42. | SG Reinickendorf-Ost    | 1     | 16  | 3   | 0  | 13  | 30   | 78  | −48   | 9      | 0,56   |       | heute: RFC Halley-Concordia                               |
| 43. | SG Borsigwalde          | 1     | 15  | 2   | 0  | 13  | 11   | 55  | −44   | 6      | 0,40   |       | heute: SC Borsigwalde 1910                                |
| 44. | SG Friedrichsfelde      | 1     | 16  | 1   | 1  | 14  | 23   | 70  | −47   | 4      | 0,25   |       | heute: SC Borussia 1920 Friedrichsfelde                   |

| Spaltenname  | Bedeutung |
| ------------ | --- |
| Pl.          | Platzierung in der ewigen Tabelle                                                                                           |
| Verein       | Name des Vereins |
| Jahre        | Gesamtjahre der Zugehörigkeit zur Oberliga Berlin (als höchste Spielklasse)                                                 |
| Sp.          | Anzahl der Spiele in der Oberliga Berlin (als höchste Spielklasse)                                                          |
| S            | Anzahl der Siege in der Oberliga Berlin (als höchste Spielklasse)                                                           |
| U            | Anzahl der Unentschieden in der Oberliga Berlin (als höchste Spielklasse)                                                   |
| N            | Anzahl der Niederlagen in der Oberliga Berlin (als höchste Spielklasse)                                                     |
| T+           | Anzahl der geschossenen Tore in der Oberliga Berlin (als höchste Spielklasse)                                               |
| T-           | Anzahl der gegnerischen Tore in der Oberliga Berlin (als höchste Spielklasse)                                               |
| Diff.        | Tordifferenz |
| Punkte       | Gesamtzahl der Punkte (alle Spiele gem. 3-Punkte-Regel gewertet)                                                            |
| Ø-Pkt.       | Durchschnittliche Punktzahl pro Spiel                                                                                       |
| BL-Titel     | Anzahl der Meistertitel in der Oberliga Berlin (als höchste Spielklasse)                                                    |
| andere Namen | Gibt andere Namen an unter denen der Verein in der Oberliga Berlin angetreten ist und führt den heutigen Namen des Vereins. |

## 1974–91: Geschichte als dritthöchste Spielklasse
Als zur Saison 1974/75 die Regionalligen im deutschen Fußball als zweithöchste Spielklassen durch die 2. Bundesliga ersetzt wurden, wurden die Amateurligen zur dritthöchsten deutschen Spielklasse. Ausnahmen gab es im Norden und in Berlin. Hier wurden anstelle der alten Regionalligen die Oberliga Nord und die Oberliga Berlin eingeführt. Die Regionalliga Berlin wurde dabei einfach in die entsprechende Amateur-Oberliga überführt. So existierte ab 1974 als höchste Berliner Spielklasse die Oberliga Berlin, während die Amateurliga nun zur zweithöchsten Berliner Spielklasse wurde. Als dann 1978 die Oberligen im gesamten Gebiet des DFB eingeführt wurden, wurde die Amateurliga in Landesliga umbenannt.
Bei der Qualifikation für die Oberliga Berlin wurde ein besonderer Modus angewendet: Direkt qualifiziert waren die Mannschaften auf den Plätzen drei bis zehn der Regionalliga Berlin sowie eins bis acht der Amateurliga Berlin, während die restlichen beiden Plätze in Relegationsspielen des Elften und Zwölften der Regionalliga gegen den Zehnten und Neunten der Amateurliga vergeben wurden.
Die neue Spielklasse bestand zunächst aus 18 Mannschaften, darunter neun ehemalige Regionalligisten sowie neun Nachrückern aus der nunmehr viertklassigen Amateurliga Berlin. Ab der Spielzeit 1976/77 waren nur noch 16 Mannschaften vertreten. Der Meister nahm an Aufstiegsspielen zur 2. Bundesliga teil. Mindestens zwei Mannschaften stiegen ab; wenn eine Berliner Mannschaft aus der zweiten Liga abstieg und einer anderen Berliner Mannschaft nicht der Aufstieg gelang, musste eine dritte Mannschaft absteigen.
Nach der Wiedervereinigung wurde der Spielbetrieb der Liga mit Ablauf der Saison 1990/91 eingestellt, die Mannschaften wechselten in die Fußball-Oberliga Nordost.

### Meister
Aufsteiger in die 2. Bundesliga sind mit (A) gekennzeichnet.
| - 1974/75: Spandauer SV (A) - 1975/76: SC Union 06 Berlin - 1976/77: BFC Preussen - 1977/78: Wacker 04 Berlin (A) - 1978/79: Hertha Zehlendorf - 1979/80: BFC Preussen | - 1980/81: BFC Preussen - 1981/82: Tennis Borussia Berlin - 1982/83: SC Charlottenburg (A) - 1983/84: Blau-Weiß 90 Berlin (A) - 1984/85: Tennis Borussia Berlin (A) - 1985/86: SC Charlottenburg | - 1986/87: Hertha BSC - 1987/88: Hertha BSC (A) - 1988/89: Reinickendorfer Füchse - 1989/90: Reinickendorfer Füchse - 1990/91: Tennis Borussia Berlin |

### Die zehn Besten der ewigen Tabelle der Oberliga Berlin 1974–1991
| Rg.  | Verein                 | Jahre | Spiele | Tore     | Torquotient | Punkte  | Punkte Ø | derzeitige Liga (Saison 2023/24)                 |
| ---- | ---------------------- | ----- | ------ | -------- | ----------- | ------- | -------- | ------------------------------------------------ |
| 1.   | Hertha 03 Zehlendorf   | 17    | 522    | 1207:643 | 1,877       | 695:349 | 1,33     | Oberliga Nordost Staffel Nord                    |
| 2.   | Reinickendorfer Füchse | 17    | 522    | 1039:767 | 1,355       | 622:422 | 1,19     | Berlin-Liga                                      |
| 3.   | BFC Preussen           | 16    | 488    | 0871:673 | 1,294       | 553:423 | 1,13     | Berlin-Liga                                      |
| 4.   | Spandauer SV           | 16    | 488    | 0890:770 | 1,156       | 542:434 | 1,11     | Aufgelöst 2014                                   |
| 5.   | Hertha BSC Amateure    | 14    | 428    | 0714:572 | 1,248       | 473:383 | 1,10     | Regionalliga Nordost                             |
| 6.   | Spandauer BC 06        | 15    | 454    | 0652:792 | 0,823       | 414:494 | 0,91     | Landesliga Berlin 2. Abteilung                   |
| 7.   | Tennis Borussia Berlin | 09    | 274    | 0733:276 | 2,656       | 409:139 | 1,49     | Oberliga Nordost Staffel Nord                    |
| 8.   | Rapide Wedding         | 16    | 492    | 0645:908 | 0,710       | 387:597 | 0,79     | Kreisliga A 4. Abteilung                         |
| 9.   | Traber FC Mariendorf   | 12    | 368    | 0608:642 | 0,947       | 351:385 | 0,95     | Kreisliga A 1. Abteilung                         |
| 10.0 | Lichterfelder SU       | 10    | 300    | 0601:531 | 1,132       | 312:288 | 1,04     | Regionalliga Nordost als FC Viktoria 1889 Berlin |

Stand nach dem letzten Spieltag der Saison 1990/1991. In den 17 Jahren Oberliga Berlin spielten dort insgesamt 44 Mannschaften.